# سیارک ۶۳۳

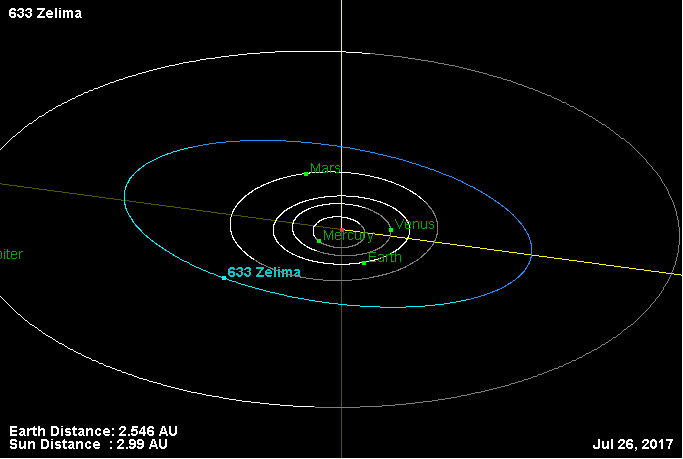
نمایی از محل قرارگیری سیارک ۶۳۳ در مدار – ۲۰۱۷

سیارک ۶۳۳ (به انگلیسی: 633 Zelima، نامگذاری:1907ZM) ششصد و سی و سومین سیارک کشف شده‌است که در ۱۲ مه ۱۹۰۷ و در هایدلبرگ کشف شد.
قدر مطلق سیارک برابر ۹٫۷۳ است.